# Danh sách di sản văn hóa Tây Ban Nha được quan tâm ở hạt Vallès Occidental (tỉnh Barcelona)
Danh sách di sản văn hóa Tây Ban Nha được quan tâm ở hạt Vallès Occidental (tỉnh Barcelona).

## Các di sản liên quan đến nhiều thành phố
| Tên                                       | Dạng            | Địa điểm                                           | Tọa độ                                        | Số hồ sơ tham khảo? | Ngày nhận danh hiệu? | Hình ảnh                                                               |
| ----------------------------------------- | --------------- | -------------------------------------------------- | --------------------------------------------- | ------------------- | -------------------- | ---------------------------------------------------------------------- |
| Puente Diablo (Martorell) (Puente Diablo) | Di tích Cầu     | Castellbisbal và Martorell                         | 41°28′30″B 1°56′16″Đ / 41,474989°B 1,937802°Đ | RI-51-0000310       | 08-05-1925           | Arco romano que da acceso al puente (Puente del Diablo) · Upload image |
| Sierras Sant Llorenç Munt và Sierra Obac  | Khu vực lịch sử | San Lorenzo Savall, Sabadell, Tarrasa và Vacarisas |                                               | RI-54-0000030       | 09-07-1970           | Sierras de San Llorenç del Munt y el Obac · Upload image               |

## Di tích theo thành phố

### B

#### Barberá del Vallés(Barberà del Vallès)
| Tên                                  | Dạng            | Địa điểm           | Tọa độ                                        | Số hồ sơ tham khảo? | Ngày nhận danh hiệu? | Hình ảnh                              |
| ------------------------------------ | --------------- | ------------------ | --------------------------------------------- | ------------------- | -------------------- | ------------------------------------- |
| Lâu đài Barberá                      | Di tích Lâu đài | Barberá del Vallés | 41°31′15″B 2°08′39″Đ / 41,520702°B 2,144289°Đ | RI-51-0005198       | 08-11-1988           | Castillo de Barberá · Upload image    |
| Nhà thờ Santa María (Barberá Vallés) | Di tích Nhà thờ | Barberá del Vallés | 41°31′37″B 2°07′36″Đ / 41,52683°B 2,126757°Đ  | RI-51-0010160       | 16-09-1997           | Iglesia de Santa María · Upload image |

### C

#### Castellar del Vallés(Castellar del Vallès)
| Tên                                  | Dạng            | Địa điểm             | Tọa độ                                        | Số hồ sơ tham khảo? | Ngày nhận danh hiệu? | Hình ảnh                             |
| ------------------------------------ | --------------- | -------------------- | --------------------------------------------- | ------------------- | -------------------- | ------------------------------------ |
| Lâu đài Castellar (Castellar Vallés) | Di tích Lâu đài | Castellar del Vallés | 41°36′21″B 2°04′29″Đ / 41,605793°B 2,074618°Đ | RI-51-0005242       | 08-11-1988           | Castillo de Castellar · Upload image |
| Lâu đài Puig Creu                    | Di tích Lâu đài | Castellar del Vallés | 41°37′46″B 2°06′04″Đ / 41,629458°B 2,101135°Đ | RI-51-0005243       | 08-11-1988           | Upload image                         |

#### Castellbisbal
| Tên                   | Dạng            | Địa điểm      | Tọa độ                                        | Số hồ sơ tham khảo? | Ngày nhận danh hiệu? | Hình ảnh                                 |
| --------------------- | --------------- | ------------- | --------------------------------------------- | ------------------- | -------------------- | ---------------------------------------- |
| Lâu đài Castellbisbal | Di tích Lâu đài | Castellbisbal | 41°28′26″B 1°58′25″Đ / 41,473891°B 1,973706°Đ | RI-51-0005245       | 08-11-1988           | Castillo de Castellbisbal · Upload image |
| Tháp Fossada          | Di tích Tháp    | Castellbisbal | 41°28′28″B 1°56′30″Đ / 41,474454°B 1,941775°Đ | RI-51-0007139       | 25-11-1991           | Torre Fossada · Upload image             |

### G

#### Gallifa
| Tên             | Dạng            | Địa điểm | Tọa độ                                       | Số hồ sơ tham khảo? | Ngày nhận danh hiệu? | Hình ảnh                           |
| --------------- | --------------- | -------- | -------------------------------------------- | ------------------- | -------------------- | ---------------------------------- |
| Lâu đài Gallifa | Di tích Lâu đài | Gallifa  | 41°41′17″B 2°06′40″Đ / 41,68809°B 2,111173°Đ | RI-51-0005482       | 08-11-1988           | Castillo de Gallifa · Upload image |

### M

#### Matadepera
| Tên                       | Dạng            | Địa điểm   | Tọa độ                                       | Số hồ sơ tham khảo? | Ngày nhận danh hiệu? | Hình ảnh                                           |
| ------------------------- | --------------- | ---------- | -------------------------------------------- | ------------------- | -------------------- | -------------------------------------------------- |
| Tu viện Sant Llorenç Munt | Di tích Tu viện | Matadepera | 41°38′28″B 2°01′05″Đ / 41,641217°B 2,01805°Đ | RI-51-0000445       | 03-06-1931           | Monasterio de Sant Llorenç del Munt · Upload image |

#### Moncada y Reixach(Montcada i Reixac)
| Tên             | Dạng            | Địa điểm          | Tọa độ                                        | Số hồ sơ tham khảo? | Ngày nhận danh hiệu? | Hình ảnh     |
| --------------- | --------------- | ----------------- | --------------------------------------------- | ------------------- | -------------------- | ------------ |
| Lâu đài Moncada | Di tích Lâu đài | Moncada y Reixach | 41°28′38″B 2°10′36″Đ / 41,477226°B 2,176612°Đ | RI-51-0005547       | 08-11-1988           | Upload image |

### P

#### Palau-solità i Plegamans
| Tên                                              | Dạng            | Địa điểm                 | Tọa độ                                      | Số hồ sơ tham khảo? | Ngày nhận danh hiệu? | Hình ảnh                             |
| ------------------------------------------------ | --------------- | ------------------------ | ------------------------------------------- | ------------------- | -------------------- | ------------------------------------ |
| Lâu đài Plegamans                                | Di tích Lâu đài | Palau-solità i Plegamans | 41°35′01″B 2°10′57″Đ / 41,583611°B 2,1825°Đ | RI-51-0005582       | 08-11-1988           | Castillo de Plegamans · Upload image |
| Comanda Palau (Capilla Santa Magdalena)          | Di tích Nhà thờ | Palau-solità i Plegamans | 41°34′33″B 2°10′23″Đ / 41,5757°B 2,172935°Đ | RI-51-0005583       | 08-11-1988           | Comanda de Palau · Upload image      |
| Escudo familia Plegamans ở Ca l' Abundàncies     | Di tích Escudo  | Palau-solità i Plegamans |                                             | RI-51-0012059       | 25-06-1985           | Upload image                         |
| Escudo linaje Falguera hay Folguera ở Can Falgué | Di tích Escudo  | Palau-solità i Plegamans |                                             | RI-51-0012058       | 25-06-1985           | Upload image                         |

### R

#### Rubí (Barcelona)
| Tên                  | Dạng            | Địa điểm         | Tọa độ                                        | Số hồ sơ tham khảo? | Ngày nhận danh hiệu? | Hình ảnh                        |
| -------------------- | --------------- | ---------------- | --------------------------------------------- | ------------------- | -------------------- | ------------------------------- |
| Lâu đài Rubí (museo) | Di tích Lâu đài | Rubí (Barcelona) | 41°29′40″B 2°01′36″Đ / 41,494511°B 2,026531°Đ | RI-51-0005619       | 08-11-1988           | Castillo de Rubí · Upload image |

### S

#### Sabadell
| Tên                       | Dạng                                                           | Địa điểm | Tọa độ                                        | Số hồ sơ tham khảo? | Ngày nhận danh hiệu? | Hình ảnh                                     |
| ------------------------- | -------------------------------------------------------------- | -------- | --------------------------------------------- | ------------------- | -------------------- | -------------------------------------------- |
| Nhà Durán                 | Di tích Kiến trúc dân sự Kiểu: Kiến trúc Phục Hưng             | Sabadell | 41°32′49″B 2°06′35″Đ / 41,546858°B 2,109711°Đ | RI-51-0001261       | 20-06-1958           | Casa Durán · Upload image                    |
| Castellarnau              | Di tích Kiến trúc phòng thủ Thời gian: Thế kỷ 13 đến Thế kỷ 14 | Sabadell | 41°33′34″B 2°04′22″Đ / 41,559333°B 2,072722°Đ | RI-51-0005624       | 08-11-1988           | Castellarnau · Upload image                  |
| Lâu đài Ribatallada       | Di tích Kiến trúc phòng thủ Lâu đài                            | Sabadell | 41°35′14″B 2°03′57″Đ / 41,587131°B 2,065767°Đ | RI-51-0005623       | 08-11-1988           | Castillo de Ribatallada · Upload image       |
| Molino Mornau             | Di tích Kiến trúc dân sựa Thời gian: Thế kỷ 16                 | Sabadell | 41°34′35″B 2°05′30″Đ / 41,576439°B 2,091616°Đ | RI-51-0012344       |                      | Molino Mornau · Upload image                 |
| Bảo tàng Lịch sử Sabadell | Di tích Bảo tàng                                               | Sabadell | 41°32′53″B 2°06′28″Đ / 41,548156°B 2,107783°Đ | RI-51-0001327       | 01-03-1962           | Museo de Historia de Sabadell · Upload image |

#### San Cugat del Vallés(Sant Cugat del Vallès)
| Tên                | Dạng                | Địa điểm             | Tọa độ                                        | Số hồ sơ tham khảo? | Ngày nhận danh hiệu? | Hình ảnh                                            |
| ------------------ | ------------------- | -------------------- | --------------------------------------------- | ------------------- | -------------------- | --------------------------------------------------- |
| Lâu đài Canals     | Di tích Lâu đài     | San Cugat del Vallés | 41°27′32″B 2°02′24″Đ / 41,459003°B 2,0399°Đ   | RI-51-0005635       | 08-11-1988           | Castillo de Canals · Upload image                   |
| Tu viện Sant Cugat | Di tích Tường thành | San Cugat del Vallés | 41°28′26″B 2°05′07″Đ / 41,473825°B 2,085336°Đ | RI-51-0000433       | 03-06-1931           | Murallas del Monasterio de San Cugat · Upload image |
| Puente Can Vernet  | Di tích Cầu         | San Cugat del Vallés | 41°28′42″B 2°04′36″Đ / 41,478333°B 2,076667°Đ | RI-51-0004354       | 26-04-1979           | Puente de Can Vernet · Upload image                 |

#### San Lorenzo Savall(Sant Llorenç Savall)
| Tên                                      | Dạng                                | Địa điểm           | Tọa độ                                        | Số hồ sơ tham khảo? | Ngày nhận danh hiệu? | Hình ảnh                        |
| ---------------------------------------- | ----------------------------------- | ------------------ | --------------------------------------------- | ------------------- | -------------------- | ------------------------------- |
| Casal Vallverd (Edificación fortificada) | Di tích Lâu đài                     | San Lorenzo Savall | 41°40′15″B 2°04′55″Đ / 41,670876°B 2,081885°Đ | RI-51-0005649       | 08-11-1988           | Upload image                    |
| Lâu đài Roca                             | Di tích Lâu đài                     | San Lorenzo Savall | 41°40′08″B 2°02′55″Đ / 41,66897°B 2,048669°Đ  | RI-51-0005647       | 08-11-1988           | Upload image                    |
| Lâu đài Pera                             | Di tích Kiến trúc phòng thủ Lâu đài | San Lorenzo Savall | 41°41′26″B 2°01′43″Đ / 41,690459°B 2,028741°Đ | RI-51-0005646       | 08-11-1988           | Castillo de Pera · Upload image |
| Lâu đài Rocamur                          | Di tích Lâu đài                     | San Lorenzo Savall | 41°40′07″B 2°01′29″Đ / 41,668555°B 2,024654°Đ | RI-51-0005648       | 08-11-1988           | Upload image                    |

#### Santa Perpetua de Moguda(Santa Perpètua de Mogoda)
| Tên             | Dạng            | Địa điểm                 | Tọa độ                                        | Số hồ sơ tham khảo? | Ngày nhận danh hiệu? | Hình ảnh                           |
| --------------- | --------------- | ------------------------ | --------------------------------------------- | ------------------- | -------------------- | ---------------------------------- |
| Lâu đài Santiga | Di tích Lâu đài | Santa Perpetua de Moguda | 41°32′06″B 2°09′07″Đ / 41,535081°B 2,152033°Đ | RI-51-0005708       | 08-11-1988           | Castillo de Santiga · Upload image |

#### Sardañola del Vallés(Cerdanyola del Vallès)
| Tên                 | Dạng            | Địa điểm             | Tọa độ                                        | Số hồ sơ tham khảo? | Ngày nhận danh hiệu? | Hình ảnh                               |
| ------------------- | --------------- | -------------------- | --------------------------------------------- | ------------------- | -------------------- | -------------------------------------- |
| Lâu đài Sant Marçal | Di tích Lâu đài | Sardañola del Vallés | 41°29′31″B 2°06′50″Đ / 41,492044°B 2,113958°Đ | RI-51-0005460       | 08-11-1988           | Castillo de Sant Marçal · Upload image |

#### Senmanat(Sentmenat)
| Tên              | Dạng            | Địa điểm | Tọa độ                                        | Số hồ sơ tham khảo? | Ngày nhận danh hiệu? | Hình ảnh                            |
| ---------------- | --------------- | -------- | --------------------------------------------- | ------------------- | -------------------- | ----------------------------------- |
| Lâu đài Guanta   | Di tích Lâu đài | Senmanat | 41°38′13″B 2°05′30″Đ / 41,637074°B 2,091616°Đ | RI-51-0005711       | 08-11-1988           | Upload image                        |
| Lâu đài Senmanat | Di tích Lâu đài | Senmanat | 41°37′01″B 2°07′58″Đ / 41,61683°B 2,132829°Đ  | RI-51-0005710       | 08-11-1988           | Castillo de Senmanat · Upload image |

### T

#### Tarrasa(Terrassa)
| Tên                                                                             | Dạng                                 | Địa điểm | Tọa độ                                        | Số hồ sơ tham khảo? | Ngày nhận danh hiệu? | Hình ảnh                                                                                               |
| ------------------------------------------------------------------------------- | ------------------------------------ | -------- | --------------------------------------------- | ------------------- | -------------------- | --- |
| Thư viện Bảo tàng Soler và Palet                                                | Di tích Bảo tàng                     | Tarrasa  | 41°33′46″B 2°00′45″Đ / 41,56266°B 2,012472°Đ  | RI-51-0001330       | 01-03-1962           | Biblioteca Museo Soler y Palet · Upload image                                                          |
| Lâu đài cartuja Vallparadís (Lâu đài cartuja Vallparadís)                       | Di tích Lâu đài                      | Tarrasa  | 41°33′53″B 2°01′08″Đ / 41,564639°B 2,018917°Đ | RI-51-0001146       | 02-03-1944           | Castillo de Egara (Castillo cartuja de Vallparadís) · Upload image                                     |
| Castillo-Palacio Tarrasa                                                        | Di tích Tháp                         | Tarrasa  | 41°33′44″B 2°00′39″Đ / 41,562349°B 2,010813°Đ | RI-51-0005739       | 08-11-1988           | Castillo-Palacio de Tarrasa · Upload image                                                             |
| Quần thể formado por Parque và Puente Vallparadís và Iglesias Románicas Tarrasa | Nhóm di tích lich sử Parque, Iglesia | Tarrasa  | 41°33′55″B 2°01′07″Đ / 41,565183°B 2,018534°Đ | RI-53-0000021       | 09-11-1951           | Conjunto formado por Parque y Puente de Vallparadís y las Iglesias Románicas de Tarrasa · Upload image |
| Quần thể monumental iglesias San Pedro Tarrasa                                  | Di tích Nhà thờ                      | Tarrasa  | 41°34′01″B 2°01′07″Đ / 41,566887°B 2,018636°Đ | RI-51-0000427       | 03-06-1931           | Iglesia de San Miguel · Upload image                                                                   |
| Quần thể monumental iglesias San Pedro Tarrasa                                  | Di tích Nhà thờ                      | Tarrasa  | 41°34′02″B 2°01′06″Đ / 41,567101°B 2,018465°Đ | RI-51-0000429       | 03-06-1931           | Iglesia de San Pedro · Upload image                                                                    |
| Quần thể monumental iglesias San Pedro Tarrasa                                  | Di tích Nhà thờ                      | Tarrasa  | 41°34′00″B 2°01′08″Đ / 41,566672°B 2,018772°Đ | RI-51-0000428       | 03-06-1931           | Iglesia de Santa María · Upload image                                                                  |
| Bảo tàng Textil Biosca                                                          | Di tích Bảo tàng                     | Tarrasa  |                                               | RI-51-0001331       | 01-03-1962           | Upload image                                                                                           |

### V

#### Vacarisas(Vacarisses)
| Tên               | Dạng            | Địa điểm  | Tọa độ                                        | Số hồ sơ tham khảo? | Ngày nhận danh hiệu? | Hình ảnh                             |
| ----------------- | --------------- | --------- | --------------------------------------------- | ------------------- | -------------------- | ------------------------------------ |
| Lâu đài Vacarisas | Di tích Lâu đài | Vacarisas | 41°36′28″B 1°55′05″Đ / 41,607663°B 1,918045°Đ | RI-51-0005751       | 08-11-1988           | Castillo de Vacarisas · Upload image |
| Tháp Torrota      | Di tích Tháp    | Vacarisas | 41°36′36″B 1°54′28″Đ / 41,610035°B 1,907721°Đ | RI-51-0005752       | 08-11-1988           | Torre la Torrota · Upload image      |

#### Viladecavalls(Viladecavalls)
| Tên             | Dạng            | Địa điểm      | Tọa độ                                        | Số hồ sơ tham khảo? | Ngày nhận danh hiệu? | Hình ảnh     |
| --------------- | --------------- | ------------- | --------------------------------------------- | ------------------- | -------------------- | ------------ |
| Lâu đài Toudell | Di tích Lâu đài | Viladecavalls | 41°33′09″B 1°58′12″Đ / 41,552598°B 1,969882°Đ | RI-51-0005768       | 08-11-1988           | Upload image |